# ФК Кочевје
НК Кочевје је словеначки фудбалски клуб из Кочевја, у Словенији. Игра у 5. лиги Љубљана, али био је у 1. лиги и то једну сезону, пре 16 година.